# Partidul Comunist din Cehoslovacia
Partidul Comunist din Cehoslovacia (în limbile cehă și slovacă: Komunistická strana Československa, KSČ) a fost un partid politic comunist și marxist-leninist din Cehoslovacia care a existat între 1921 și 1992, membru al Cominternului. Între 1929 și 1953, a fost condus de Klement Gottwald. După victoria electorală din 1946, a preluat puterea prin lovitura de stat cehoslovacă din 1948 și a înființat un stat cu un sistem monopartid aliat cu Uniunea Sovietică. A urmat naționalizarea practică a toate întreprinderile private.
În 1968, liderul partidului, Alexander Dubček, a propus reforme care includeau un proces democratic și a inițiat Primăvara de la Praga; acest lucru a condus la invadarea Cehoslovaciei de către Uniunea Sovietică și a partenerilor ei din Europe de Est. Sub presiunea Kremlinului, toate reformele au fost abrogate, conducerea partidului a fost preluată de aripa sa mai autoritară și s-a efectuat o epurare masivă, dar nesîngeroasă, a membrilor de partid.
În 1989, conducerea partidului s-a supus vrerii populare în timpul Revoluției de catifea și a fost de acord să convoace primele alegeri libere din 1946. În 1990, Forumul Civic (de centru) a câștigat alegerile, iar Partidul Comunist s-a retras.
În noiembrie 1990, Partidul Comunist din Cehoslovacia s-a divizat în Partidul Comunist al Boemiei și Moraviei și Partidul Comunist din Slovacia.
Partidul Comunist din Cehoslovacia a fost declarat organizație criminală în Republica Cehă prin Legea din 1993 privind ilegalitatea regimului comunist.

## Istorie

### 1921-1945
Partidul Comunist din Cehoslovacia a fost fondat la congresul Partidului Social Democrat Cehoslovac (de stânga), organizat la Praga între 14 și 16 mai 1921. Rudé právo, anterior organul social-democraților de stînga, a devenit organul principal al acestui nou partid. Ca prim președinte a fost ales Václav Šturc, primul vicepreședinte a fost Bohumír Šmeral, iar al doilea vicepreședinte a fost Vaclav Bolen. Partidul a fost unul dintre cele douăzeci de partide politice care au concurat în cadrul democratic al Primei Republici Cehoslovace, dar nu a fost niciodată la guvernare. La alegerile parlamentare din 1925, partidul a obținut 934.223 de voturi (13,2%, locul 2) și 41 de locuri.
Partidul a fost secția cehoslovacă a Internaționalei Comuniste. Începând cu 1928, partidul reprezenta a doua cea mai mare secțiune a internaționalei, cu o cotă estimată de aproximativ 138.000, mai mult de două decît Partidul Comunist Francez și de aproape cinci ori mai mult decît Partidului Comunist Chinez din acele timpuri.
În 1929 Klement Gottwald a devenit secretar general al partidului după ce a exclus diverse elemente care s-au opus, dintre care unii s-au aliat cu Troțki și cu opoziția internațională de stânga. La alegerile parlamentare din 1929, partidul a obținut 753.220 de voturi (locul al patrulea, cu 10,2% din voturi) care i-au adus 30 de locuri în parlament. La fel, la alegerile parlamentare din 1935, partidul a obținut 849.495 de voturi (tot locul al patrulea și 30 de locuri în parlament, cu 10,32% din voturi).
Partidul a fost interzis în octombrie 1938, dar a continuat să existe ca organizație ilegală. După semnarea Pactului Ribbentrop-Molotov, protestele anti-germane au izbucnit la Praga în octombrie 1939. Ca răspuns, Cominternul a ordonat partidul să se opună protestelor, pentru care au dat vina pe „elemente șovine”.
În timpul celui de-al Doilea Război Mondial, mulți lideri KSČ au căutat refugiu în Uniunea Sovietică, unde s-au pregătit să lărgească baza de putere a partidului odată ce războiul s-ar încheia. În perioada de după război, comuniștii cehoslovaci, susținuți de sovietici, au lansat o acțiune susținută care a culminat cu acapararea puterii în 1948. Odată controlat, KSČ a dezvoltat o structură organizațională și un mod de acțiune modelat îndeaproape după cele ale CPSU.

### 1945-1969
Partidul Comunist din Cehoslovacia a fost într-un guvern de coaliție din 1945 până în 1948. După război, partidul a crescut rapid, ajungând la un milion de membri pînă la alegerile din 1946: la aceste alegeri a devenit cel mai mare partid din Parlament, iar președintele partidului Klement Gottwald a ajuns prim-ministru la alegeri libere.
În urma loviturii de stat comuniste din 1948, când alegerile libere și alte libertăți politice au fost abolite efectiv, puterea a fost formal deținută de Frontul Național, o coaliție în care KSČ deținea două treimi din scaune, în timp ce o treime rămasă erau împărțită între alte cinci partide politice. Cu toate acestea, KSČ deținea un monopol absolut de facto asupra puterii politice, iar celelalte partide din cadrul Frontului Național erau doar puțin mai mult decât auxiliare. Chiar și structura guvernamentală a Cehoslovaciei a existat în primul rând pentru a implementa deciziile politice luate în cadrul KSČ.
A izbucnit o dispută între Gottwald și al doilea cel mai puternic om din țară, secretarul general al partidului Rudolf Slánský, în măsura în care Cehoslovacia ar trebui să se conformeze modelului sovietic. În 1951, Slánský și câțiva alți comuniști superiori au fost arestați și acuzați de participarea la o „conspirație trotskită-titoistă-sionistă”. Aceștia au fost supuși unui proces-spectacol în 1952, iar Slánský și alți 10 inculpați au fost executați.
La începutul anilor '60, Cehoslovacia a suferit o încetinire economică, iar în 1968, KSČ a fost preluată de reformatorii conduși de Alexander Dubček. Cu el a început o perioadă de liberalizare cunoscută sub numele de Primăvara de la Praga, în care a încercat să implementeze „ socialismul cu o față umană”.
Această liberalizare a alarmat Uniunea Sovietică, iar la 21 august 1968, sovieticii au invocat doctrina Brejnev și au invadat Cehoslovacia.

### 1969-1992
În aprilie 1969, Dubček a pierdut secretariatul general (înlocuit de Gustáv Husák) și a fost expulzat în 1970. În perioada așa-numitei „normalizări” care a urmat, partidul a fost dominat de două facțiuni majore: moderați și duri.

#### Moderații și pragmaticii
Moderații și pragmaticii au fost reprezentați de Gustáv Husák care a condus aripa neostalinistă de conducere a KSC. Ca moderat sau pragmatic, el a fost apăsat de către duri, în special Vasil Biľak . Funcționar important al partidului comunist slovac din 1943 până în 1950, Husák a fost arestat în 1951 și condamnat la trei ani și mai târziu la închisoare pe viață, pentru „naționalism burghez” în timpul epurărilor staliniste ale epocii. Eliberat în 1960 și reabilitat în 1963, Husák a refuzat orice poziție politică în regimul lui Antonín Novotný, dar după căderea lui Novotný a devenit vicepremier în Primăvara de la Praga. După demisia lui Dubček, Husák a fost numit prim-secretar KSČ în aprilie 1969 și președinte al republicii în iulie 1975. Mai presus de toate, Husák a fost un supraviețuitor care a învățat să se acomodeze cu forțele politice puternice din jurul său și l-a denunțat pe Dubček după 1969.
Alți moderați / pragmatici proeminenți care erau încă la putere până în 1987 sunt:
- Lubomír Štrougal, premierul Cehoslovaciei
- Peter Colotka, premierul Republicii Socialiste Slovace
- Jozef Lenárt, prim-secretar al KSS
- Josef Kempný, președintele Consiliului Național Ceh

Acești lideri au susținut în general reformele instituite sub Dubček la sfârșitul anilor 1960, dar au făcut cu succes trecerea la guvernarea mai ortodoxă a partidului în urma invaziei și a declinului de la putere a lui Dubček. Ulterior, aceștia au adoptat o poziție mai flexibilă în ceea ce privește reforma economică și activitatea dizidentă.

#### Durii
S-au opus moderatorilor linia dură:
- Vasil Biľak, liderul lor, a fost un rusin din Slovacia de Est, fost membru al prezidiului din 1968 și fost președinte al Comisiei ideologice a partidului
- Karel Hoffman, secretar al Comitetului Central și membru al Prezidiului
- Antonín Kapek, membru al Prezidiului
- Jan Fojtík, secretar
- Alois Indra, membru al prezidiului și președinte al Adunării Federale (a înlocuit Adunarea     Națională în conformitate cu legea federației din 1968)
- Miloš Jakeš, președinte al Comisiei Centrale de Supraveghere și Audit și membru al prezidiului (l-a înlocuit pe Gustáv Husák în funcția de secretar general al partidului în 1987).

Acești factori de rezistență s-au opus reformelor economice și politice și au luat o poziție dură asupra disidenței.
Hegemonia partidului s-a încheiat cu Revoluția de catifea din 1989. În noiembrie, Jakeš și întregul prezidiu și-au dat demisia. Jakeš a fost succedat de Karel Urbanek, care a deținut puterea doar vreo lună, înainte ca partidul să abandoneze oficial puterea în decembrie. Mai târziu în decembrie, Husák, care a păstrat președinția după ce a depus funcția de secretar general, a fost obligat să jure în primul guvern necomunist al țării după 41 de ani.

#### Partid federal și dizolvare
La cel de-al 18-lea congres al partidului desfășurat în perioada 3-4 noiembrie 1990, partidul a fost redenumit KSČS și a devenit o federație de două partide: Partidul Comunist din Boemia și Moravia (KSČM) și Partidul Comunist din Slovacia (KSS). Pavol Kanis a ocupat funcția de președinte al Consiliului Federal al KSČS. Cu toate acestea, cele două organizații constitutive ale partidului federal s-au mișcat în direcții diferite din punct de vedere politic și a existat o mare tensiune între ele. KSS, partidul constitutiv slovac al KSČS, a fost redenumită Partidul Stângii Democrate (SDL) la 26 ianuarie 1991. Deși nu mai este un partid comunist în sine, SDL a rămas formal ca partid constituent slovac al KSČS.
În august 1991, la solicitarea SDL, partidul s-a transformat în Federația Partidului Comunist din Boemia și Moravia și Partidul Stângii Democrate (Federácie KSČM a SDĽ ). KSČM a făcut apel, fără succes, la două partide comuniste slovace, Partidul Comunist din Slovacia - 91 (KSS '91) și Uniunea Comuniștilor din Slovacia (ZKS), pentru a se alătura Federației. La primul congres SDL din decembrie 1991, SDL s-a retras oficial din Federația cu KSČM. Federația a fost declarată oficial dizolvată în aprilie 1992.

## Organizare

### La nivel național
Organizația KSČ s-a bazat pe conceptul leninist de centralism democratic, care prevedea alegerea liderilor de partid la toate nivelurile, dar impunea ca fiecare nivel să fie complet supus controlului următoarei unități superioare. În consecință, programele și politicile de partid au fost direcționate de la vârf, iar rezoluțiile organelor superioare erau obligatorii necondiționat pentru toate organele inferioare și membrii de partid individuali. În teorie, problemele politice au fost discutate în mod liber și deschis la congrese, conferințe, ședințe membrilor și în presa de partid. În practică, aceste discuții au reflectat doar deciziile luate de un mic contingent de oficiali de top.  
Organul suprem al KSČ a fost congresul partidului, care, în mod normal, se convoca la fiecare cinci ani pentru o sesiune care dura mai puțin de o săptămână. O excepție a fost făcută cu privire la cel de-al 14-lea Congres al Partidului, care a avut loc în august 1968 sub conducerea lui Dubček. Ținut în semisecret într-o fabrică de tractoare în zilele de început a ocupației sovietice, acest congres a denunțat invazia. Ulterior a fost declarat ilegal, procedurile sale au fost luate din evidență și un al doilea cel de-al 14-lea congres „legal” al Partidului s-a organizat în mai 1971. Congresele numerotate ulterior au avut loc în aprilie 1976, aprilie 1981 și martie 1986. Congresul partidului a fost, teoretic, responsabil de luarea deciziilor politice de bază; în practică, totuși, președintele Comitetului central a fost cel care a deținut responsabilitățile de luare a deciziilor și de asumare a politicilor. Congresul nu a făcut decât să aprobe rapoartele și directivele conducerii de partid. Atribuțiile statutare ale congresului partidului includeau determinarea politicilor interne și externe ale partidului, aprobarea programului partidului și a statutului și alegerea Comitetului Central și a Comisiei Centrale de Supraveghere și Audit, precum și discuțiile și aprobarea rapoartelor acestora.
Între congrese, Comitetul Central (CC) al KSČ a fost responsabil pentru conducerea activităților partidului și punerea în aplicare a deciziilor de politică generală. Statutele partidului prevedeau, de asemenea, că CC a funcționat ca braț principal de controlul a KSČ asupra organelor guvernului federal și republicilor, Frontului Național și tuturor organizațiilor culturale și profesionale. Membrii partidului care dețineau funcții de conducere în aceste organe au fost făcuți responsabili direct de CC pentru punerea în aplicare a politicilor KSČ. În plus, CC a examinat nominalizările pentru toate funcțiile importante ale guvernului și partidului și l-a ales pe redactorul-șef al Rudé právo, ziarul principal al partidului. În general, CC s-a întrunit în ședință completă cel puțin de două ori pe an. În 1976, CC avea 115 membri și 45 de candidați; în 1986, avea 135 membri, respectiv 62 de candidați. În ceea ce privește componența, CC a inclus, în mod normal, oficiali de partid și de guvernare, oficiali militari și unele vedete.
CC, la fel ca și congresul partidului, a acționat mai rar și mai mult cu ștampila la deciziile politice luate de Prezidiul KSČ, cu excepția cazului în care infracțiunile faptice comise de prezidiu în 1968 și CC au avut o importanță crucială în soluționarea litigiului pentru eliminarea primului secretar Novotný în favoarea Dubček. În general, deciziile asupra cărora CC a votat au fost luate în prealabil, astfel încât voturile luate în sesiuni au fost unanime. Prezidiul, care a desfășurat activitatea de partid între ședințele comitetului central, a fost ales oficial de către CC; în realitate, liderii de partid de top au determinat componența acestuia. În 1986, erau 11 membri cu drepturi depline și 6 membri candidați.
Secretariatul CC a acționat ca cea mai înaltă autoritate administrativă a partidului și ca centru nervos al mecanismului de control extensiv al partidului. Secretariatul a supravegheat punerea în aplicare a deciziilor luate în prezidiu, a controlat orice mișcare în sus și în jos pe scara partidului și a condus activitatea în cadrul aparatului de partid și al guvernului. Sub Husák, componența secretariatului, precum și cea a prezidiului, a rămas destul de constantă. Mulți secretari au fost și membri ai Prezidiului.
Comisia Centrală de Supraveghere și Audit a jucat un dublu rol, supraveghind disciplina de partid și finanțele partidului, dar nu a controlat nimic. Ca organ pentru aplicarea standardelor partidelor, Comisia Centrală de Supraveghere și Audit și-a exercitat frecvent puterea de a suspenda sau expulza membrii „devianți” ai partidului. Această comisie a fost cea care a direcționat epurările masive la începutul și la sfârșitul anilor '70. Membrii au fost aleși la fiecare congres al partidului (45 de membri în 1986). Acești membri au ales apoi dintre aceștia un președinte, vicepreședinți și un mic prezidiu. Subunitățile comisiei existau la nivel de republică, regional și raional al structurii partidului.
Alte comisii KSČ din 1987 au inclus Comisia de Supraveghere a Poporului, Comisia pentru Agricultură și Alimentație, Comisia Economică, Comisia Ideologică și Comisia pentru Tineret.
În 1987, partidul avea de asemenea 18 departamente (agitație și propagandă, agricultură, industrie alimentară, silvicultură și gestionarea apei, cooperare în comunitate, cultură, administrare economică, economie, educație și știință, alegerea organelor de stat, relații economice externe, combustibili și energie, industrie, transporturi și comunicații, afaceri externe, mass-media, organizare politică, știință și tehnologie, organizații sociale și comitete naționale, administrație de stat și un departament general). În cele mai multe cazuri, departamentele de partid au dublat agențiile și ministerele guvernului și le-au supravegheat activitățile pentru a asigura conformitatea cu normele și programele KSČ.
De asemenea, sub supraveghere CC au fost organizate două centre de formare a partidului: Școala Avansată de Politică și Institutul de Marxism-Leninism (vezi mai jos).

### La nivel de republică
Structura partidelor la nivel de republică s-a abătut de la organizarea guvernamentală prin faptul că în Republica Socialistă Slovacă a existat o unitate separată de partid comunist (KSS), dar nu și în Republica Socialistă Cehă. KSS a apărut din al doilea război mondial ca un partid distinct de KSČ, dar cele două au fost unite după preluarea comunistă în 1948. Mișcarea reformatorilor din anii '60 a pledat pentru revenirea la un sistem de partide autonome pentru cele două republici. Biroul pentru desfășurarea activității de partid în Cehia a fost creat ca o omolog al KSS, dar a fost suprimat după invazia din 1968 și până în 1971 a fost șters din evidența partidelor.

### La nivel regional
KSČ avea zece subdiviziuni regionale (șapte în Cehia, trei în Slovacia) identice cu kraje, cele zece diviziuni administrative guvernamentale. În plus, organele de partid municipale din Praga și Bratislava au primit statut regional în cadrul KSČ datorită mărimii lor. Conferințele regionale au selectat comitete regionale, care la rândul lor au selectat un secretar principal, un număr de secretari și o Comisie regională de supraveghere și audit. 
Unitățile regionale au fost defalcate în total în 114 organizații la nivel raional (cehă: okresní ). Conferințele de district au avut loc simultan la fiecare doi-trei ani, moment în care fiecare conferință a selectat un comitet raional care a selectat ulterior un secretariat care să fie condus de un secretar de district. 

### La nivel local
La nivel local, KSČ a fost structurat după ceea ce s-a numit „principiul teritorial și de producție”; unitățile de bază ale partidului au fost organizate în locuri de muncă și reședințe unde existau cel puțin cinci membri KSČ. În întreprinderile sau comunitățile în care apartenența la partid era mai numeroasă, unitățile mai mici funcționau în cadrul comitetelor mai mari ale orașului, satului sau fabricii. Cea mai înaltă autoritate a organizației locale a fost, teoretic, adunarea lunară a membrilor, iar prezența era o datorie de bază a fiecărui membru. Fiecare grup și-a ales propria conducere formată dintr-un președinte și unul sau mai mulți secretari. La fel, a numit delegați la conferința următoarei unități superioare, fie ea la nivel municipal (ca în cazul orașelor mai mari) sau la nivel de district.

## Calitate de membru
La preluarea puterii în 1948, KSČ avea una dintre cele mai mari ponderi de membri pe cap de locuitor din lumea comunistă (11 % din întreaga populație). Ideologii de partid au pretins adesea că membrii conțin o componentă mare de elemente inactive, oportuniste și „contrarevoluționare”. Aceste acuzații au fost folosite în două perioade, între 1948 și 1950 și din nou din 1969 până în 1971, ca pretext pentru a efectua epurări masive ale membrilor. În primul caz, în timpul marilor epurări staliniste, aproape 1 milion de membri au fost eliminați; în urma Primăverii de la Praga și a invaziei ulterioare, aproximativ jumătate din acest număr fie au demisionat, fie au fost epurați din KSČ.
Purificările în urma invaziei din 1968 au lovit în special tinerii și muncitorii cehi, precum și inteligența din calitatea de membru al partidului. Până la sfârșitul anului 1970, KSČ a pierdut aproximativ 27,8% dintre membrii săi comparativ cu cifrele din ianuarie 1968 ca urmare a îndepărtării forțate sau a demisiei voluntare. Datorită acestei scăderi a numărului de membri, eforturile accelerate de recrutare au fost vizate pentru tineri și lucrători din fabrică pentru restul anilor '70. 
Eforturile partidului din anii '80 s-au concentrat pe recrutarea unor persoane calificate din punct de vedere politic și profesional, dispuse să exercite un activism mai mare în implementarea programului partidului. Liderii de partid la cel de-al 17-lea Congres al Partidului (1986) au cerut recrutarea mai multor lucrători, tineri și femei. În 1981 avea 1.538.179 de membri (10% din populație).
Calitatea de membru candidat a depins la finalizarea unei perioade de un an ca membru candidat. Membrii candidați nu au putut vota și nu puteau fi aleși în comisiile de partid. Pe lângă candidații pentru aderarea la partid, au existat și candidați pentru grupuri de conducere a partidelor de la nivel local la Prezidiu. Acești candidați, deja membri ai partidului, au fost considerați stagiari de formare pentru asumarea viitoare a unor responsabilități specifice de conducere.

### Instruirea membrilor
Îndoctrinarea și instruirea membrilor partidului a fost una dintre responsabilitățile de bază ale organizațiilor regionale și raionale, iar educația de partid a fost desfășurată în mare parte la acest nivel. Unitățile regionale și raionale au colaborat cu organizațiile locale de partid pentru a stabili programe de formare și a determinat care membri vor fi înscriși la cursuri de specializare. În general, sistemul de școlarizare a partidelor s-a schimbat puțin de la înființarea sa în 1949. Organizațiile raionale și orășenești au furnizat săptămânal cursuri despre fundamentale marxism-leninismului, istoria comunismului, economia socialistă și poziția actuală a partidului asupra afacerilor interne și internaționale.
Membrii pregătiți pentru funcții în partid au participat la seminarii la școli pentru marxism-leninism înființate în zonele urbane sau la institute mai avansate pentru marxism-leninism aflate la Praga, Brno și Bratislava. Cel mai înalt nivel de pregătire a partidului a fost oferit la Școala Avansată de Politică din Praga. Proiectată pentru a pregăti eșalonul de vârf al conducerii partidului, programa de trei ani a avut statutul oficial al unui program universitar și s-a spus că este unul dintre cele mai bune programe în științele politice din Europa de Est. Aceste instituții au fost sub conducerea Comitetului Central al KSČ.

### Demografia membrilor
Din cauza mandatului KSČ de a fi un partid al muncitorilor, întrebările referitoare la contextul social al membrilor partidului au căpătat o anumită importanță. KSČ era adesea atent la detalii precise despre membrii săi, iar întrebarea cât de mulți membri de partid aparțineau de fapt proletariatului revoluționar devenea una delicată. Declarațiile oficiale par să supraestimeze procentul de lucrători din rândul partidului. Cu toate acestea, o serie de tendințe au fost clare. Proporția lucrătorilor din KSČ a fost cea mai mare (aproximativ 60% din numărul total de membri) după al doilea război mondial, dar înainte ca partidul să preia puterea în 1948. După acea perioadă, procentul de lucrători a scăzut constant până la un nivel de doar un sfert din numărul de membri în 1970.
La începutul anilor ’70, mass-media guvernamentală a decretat „dezechilibrul grav”, menționând că „[clasa] actuală și structura socială a calității de membru nu sunt în conformitate cu rolul partidului ca avangardă pentru clasa muncitoare”. În Boemia centrală extrem de industrializată, de exemplu, doar 1 din fiecare 35 de lucrători au fost membri de partid, în timp ce 1 din 5 administratori au fost. În 1976, după eforturi intense de a recruta lucrători, numărul lucrătorilor a crescut la o treime din numărul de membri KSČ, adică aproximativ nivelul său din 1962. În anii '80, determinat de o nevoie de dezvoltare economică „intensivă”, partidul și-a relaxat regula rigidă asupra priorității lucrătorilor tineri în admitere și a permis comitetelor raionale și regionale să fie flexibile în politica lor de recrutare, atât timp cât proporția generală de lucrători nu a scăzut.
Vârsta medie a membrilor de partid a arătat o tendință comparabilă. La sfârșitul anilor 1960, mai puțin de 30% dintre membrii partidului aveau vârsta sub 35 de ani, aproape 20% aveau peste 60 de ani și aproximativ jumătate aveau 45 de ani sau mai mult. În 1971, la o jumătate de secol după fondarea partidului în Cehoslovacia, se spunea: „După cincizeci de ani, un partid al copiilor de cincizeci de ani”. A existat un efort hotărât de a atrage membri mai tineri la partid la mijloc până la sfârșitul anilor '70; o strategie a fost recrutarea copiilor părinților care erau membri KSČ. Conducerea a trimis scrisori către școlile de tineri și angajatorii părinților lor, încurajând copiii să se alăture. Până la începutul anului 1980, aproximativ o treime din membrii KSČ aveau vârsta de 35 de ani sau mai mică. În 1983, vârsta medie a „cadrului de conducere” era încă estimată la 50 de ani.

### Lipsa loialității față de partid în anii ’70 -’80
De-a lungul anilor ’70 -’80, mass-media guvernamentală a denunțat lipsa de devotament a membrilor partidului față de urmărirea politicilor și obiectivelor KSČ. Reclamațiile au variat de la refuzul membrilor de a afișa steaguri la ferestrele apartamentului lor, în ocazii festive, până la eșecul lor de a se prezenta la brigadele de lucru de partid, de a participa la ședințe sau de a plăti taxe; o minoritate semnificativă de membri a avut tendința de a-și raporta subevaluat veniturile (baza de evaluare a taxelor). În 1970, după o epurare de aproximativ o treime a membrilor, o medie de mai puțin de jumătate dintre membrii rămași au participat la ședințe. Poate că o treime din membri au fost recalcitranți constant la participarea la activitățile KSČ. În 1983, o filială primară a partidului din districtul Praga-Vest a fost atât de neclintită de îndemnuri, încât a trebuit să fie desființată, iar membrii săi s-au împrăștiat între alte organizații. În parte, aceasta a fost o măsură de dezafectare cu subsistența completă a hegemoniei sovietice a Cehoslovaciei, un răspuns švejkian la lipsa autonomiei politice și economice. A fost, de asemenea, o reflectare a țintelor epurării. Cei expulzați erau adesea motivați ideologic, cei pentru care dezvoltarea socialismului cu fața umană reprezentau un obiectiv semnificativ; cei care erau pur și simplu oportuniști au supraviețuit mai ușor epurării.

## Rezultatele alegerilor

### Alegerile generale din Cehoslovacia

#### Alegerile legislative
| Data | Conducător       | Voturi                     | Voturi                     | Mandate   | Mandate | Mandate     | Poziționare |
| Data | Conducător       | #                          | %                          | #         | ±       | Mărime      | Poziționare |
| ---- | ---------------- | -------------------------- | -------------------------- | --------- | ------- | ----------- | ----------- |
| 1925 | Josef Haken      | 913.711                    | 12,86                      | 41 / 300  | ▲ 41    | al doilea   | Opoziție    |
| 1929 | Klement Gottwald | 753.220                    | 10,2                       | 30 / 300  | ▼ 11    | al patrulea | Opoziție    |
| 1935 | Klement Gottwald | 849.495                    | 10,3                       | 30 / 300  | ▬ 0     | al patrulea | Opoziție    |
| 1946 | Klement Gottwald | 2.205.697                  | 31,2                       | 93 / 300  | ▲ 63    | primul      | Coaliție    |
| 1948 | Klement Gottwald | parte a Frontului Național | parte a Frontului Național | 160 / 300 | ▲ 67    | primul      | Majoritate  |
| 1954 | Antonín Novotný  | parte a Frontului Național | parte a Frontului Național | 262 / 368 | ▲ 102   | primul      | Majoritate  |
| 1960 | Antonín Novotný  | parte a Frontului Național | parte a Frontului Național | 216 / 300 | ▼ 46    | primul      | Majoritate  |
| 1964 | Antonín Novotný  | parte a Frontului Național | parte a Frontului Național | 217 / 300 | ▼ 1     | primul      | Majoritate  |
| 1971 | Gustáv Husák     | parte a Frontului Național | parte a Frontului Național | 152 / 200 | ▼ 65    | primul      | Majoritate  |
| 1976 | Gustáv Husák     | parte a Frontului Național | parte a Frontului Național | 143 / 200 | ▼ 9     | primul      | Majoritate  |
| 1981 | Gustáv Husák     | parte a Frontului Național | parte a Frontului Național | 147 / 200 | ▲ 4     | primul      | Majoritate  |
| 1986 | Gustáv Husák     | parte a Frontului Național | parte a Frontului Național | 147\|200} | ▬ 0     | primul      | Majoritate  |
| 1990 | Ladislav Adamec  | 1.445.407                  | 13,6                       | 23 / 150  | ▼ 124   | al doilea   | Opoziție    |

### Alegerile de adunare derivate

#### Alegerile din adunarea slovacă
| Data | Conducător         | Voturi                     | Voturi                     | Mandate   | Mandate  | Mandate     | Poziționare |
| Data | Conducător         | #                          | %                          | #         | ±        | Mărime      | Poziționare |
| ---- | ------------------ | -------------------------- | -------------------------- | --------- | -------- | ----------- | ----------- |
| 1928 | Matej Kršiak       | 190.595                    | 14,42                      | 5 / 54    | ▲ 5      | al treilea  | Opoziție    |
| 1935 | Viliam Široký      | –                          | 13,0                       | 5 / 54    | ▬ 0      | al patrulea | Opoziție    |
| 1938 | Interzis           | Interzis                   | Interzis                   | Interzis  | Interzis | Interzis    | Interzis    |
| 1948 | Štefan Bašťovanský | parte a Frontului Național | parte a Frontului Național | 75 / 100  | ▲ 75     | primul      | Majoritate  |
| 1954 | Karol Bacílek      | parte a Frontului Național | parte a Frontului Național | 47 / 103  | ▼ 28     | primul      | Majoritate  |
| 1960 | Karol Bacílek      | parte a Frontului Național | parte a Frontului Național | 34 / 100  | ▼ 13     | primul      | Majoritate  |
| 1964 | Alexander Dubček   | parte a Frontului Național | parte a Frontului Național | 58 / 92   | ▲ 24     | primul      | Majoritate  |
| 1971 | Jozef Lenárt       | parte a Frontului Național | parte a Frontului Național | 102 / 150 | ▲ 44     | primul      | Majoritate  |
| 1976 | Jozef Lenárt       | parte a Frontului Național | parte a Frontului Național | 102 / 150 | ▬ 0      | primul      | Majoritate  |
| 1981 | Jozef Lenárt       | parte a Frontului Național | parte a Frontului Național | 102 / 150 | ▬ 0      | primul      | Majoritate  |
| 1986 | Jozef Lenárt       | parte a Frontului Național | parte a Frontului Național | 103 / 150 | ▲ 1      | primul      | Majoritate  |
| 1990 | Peter Weiss        | 450.855                    | 13,35                      | 22 / 150  | ▼ 81     | al patrulea | Opoziție    |

#### Alegerile din adunarea cehă
| Data | Conducător       | Voturi                     | Voturi                     | Mandate   | Mandate | Mandate | Poziționare |
| Data | Conducător       | #                          | %                          | #         | ±       | Mărime  | Poziționare |
| ---- | ---------------- | -------------------------- | -------------------------- | --------- | ------- | ------- | ----------- |
| 1968 | Alexander Dubček | parte a Frontului Național | parte a Frontului Național | 89 / 200  | ▲ 89    | primul  | Majoritate  |
| 1971 | Gustáv Husák     | parte a Frontului Național | parte a Frontului Național | 129 / 200 | ▲ 43    | primul  | Majoritate  |
| 1976 | Gustáv Husák     | parte a Frontului Național | parte a Frontului Național | 111 / 200 | ▼ 18    | primul  | Majoritate  |
| 1981 | Gustáv Husák     | parte a Frontului Național | parte a Frontului Național | 138 / 200 | ▲ 27    | primul  | Majoritate  |
| 1986 | Gustáv Husák     | parte a Frontului Național | parte a Frontului Național | 137 / 200 | ▼ 1     | primul  | Majoritate  |
| 1990 | Jiří Machalík    | 954.690                    | 13,24                      | 33 / 200  | ▼ 104   | primul  | Opoziție    |

### Liderii
Denumirile oficiale ale conducătorilor KSČ:
1921–1945: Secretar general (CZ: Generální tajemník ; SK: Generálny tajomník) 
1945–1953: Președinte (CZ: Předseda ; SK: Predseda) 
1953–1971: prim-secretar (CZ: První tajemník ; SK: Prvý tajomník) 
1971–1989: secretar general (din nou)
- Václav Šturc (1921–1922)
- Alois Muna (1922–1924)
- Josef Haken (1924–1925)
- Bohumil Jílek (1925–1929)
- Klement Gottwald (1929–1953)
- Antonín Novotny (1953–1968)
- Alexander Dubček (1968–1969)
- Gustáv Husák (1969–1987)
- Miloš Jakeš (1987–1989)
- Karel Urbánek (1989)
- Ladislav Adamec (1989–1990, în calitate de președinte); Vasil Mohorita (1989–1990, ca prim secretar)